# Africa Safari Adventure Park
Africa Safari Adventure Park is safaripark in El Salto nabij Liberia in Costa Rica. 

## Geschiedenis
Het safaripark werd in 2006 geopend onder de naam África Mía Safari. Later veranderde de naam van het park naar Africa Safari Adventure Park. In 2009 werd de eerste giraffe van Midden-Amerika geboren in het safaripark.

## Beschrijving
Africa Safari Adventure Park is ongeveer honderd hectare groot. Alle diersoorten van het park leven samen in één groot verblijf. Bezoekers rijden in busjes met open zijkanten door dit hoofdverblijf. Verder omvat het park een tokkelbaan, een kajakmeer en wandelroutes door bossen en langs een grote waterval. 
Africa Safari Adventure Park houdt de volgende soorten:
| - Chapman-zebra - Grant-zebra - knobbelzwijn - dromedaris - witstaarthert - netgiraffe - Watusirund - Derbys elandantilope |  | - bongo - nilgau - gemsbok - witbaardgnoe - Iberische steenbok - emoe - Zuid-Afrikaanse struisvogel - blauwe pauw |